# Lonesome Dove Church
Pour plus de détails, voir Fiche technique et Distribution.
Lonesome Dove Church est un western canadien sorti en 2014, réalisé par Terry Miles,.

## Synopsis
John Shepherd, pasteur itinérant qui voudrait fonder sa propre église, part à la recherche de son fils qui est devenu un hors-la-loi. L'ayant retrouvé, il est inquiété par ceux avec lesquels son fils a eu affaire. Le film s'inspire de l'histoire de la communauté de Lonesome Dove, et présente, autour de cette relation père-fils, les diverses attitudes par rapport à la foi chrétienne et ses exigences dans le Far West,.

## Fiche technique
- Titre original anglais : Lonesome Dove Church
- Réalisation : Terry Miles
- Scénario : Bob Thielke
- Genre : western
- Musique : Colin Aguiar, Peer Taraldsen
- Durée : 89 min
- Photographie : Mahlon Todd Williams
- Production : Jack Nasser
- Pays de production :  Canada
- Langue originale : anglais
- Date de sortie :
  - États-Unis : 4 août 2014

## Distribution
- Tom Berenger : John Shepherd
- Greyston Holt : Isaac Shepherd
- Alex Zahara : Butch Henley
- Nicole Oliver (en) : Nancy Shepherd
- Geoff Gustafson : Dutch
- Serge Houde : Charles Stone
- George Canyon (en) : Gorgeous George
- Philip Granger : Pasteur Simmons
- Bruce Blain : Hillbilly
- Mike Garthwaite : Jose Sanchez